# Fregetta maoriana
L'uccello delle tempeste della Nuova Zelanda (Fregetta maoriana (Mathews, 1932)) è un uccello della famiglia Oceanitidae.

## Conservazione
La Lista rossa IUCN classifica Fregetta maoriana come specie in pericolo critico di estinzione (Critically Endangered).